# Nelson Story
Nelson Story Jr. (* 1874 in Bozeman, Montana; † 1932 ebenda) war ein US-amerikanischer Politiker. Zwischen 1921 und 1925 war er Vizegouverneur des Bundesstaates Montana.

## Werdegang
Nelson Story war der Sohn des gleichnamigen Nelson Story (1838–1926), der ein reicher Viehzüchter in Montana war. Über seine Jugend und Schulausbildung ist nichts überliefert. Später schlug er als Mitglied der Republikanischen Partei eine politische Laufbahn ein. Im Jahr 1904 war er Ersatzdelegierter zur Republican National Convention, auf der Präsident Theodore Roosevelt zur Wiederwahl nominiert wurde. Von 1905 bis 1907 amtierte er als Bürgermeister seiner Heimatstadt Bozeman.
1920 wurde Story an der Seite von Joseph Dixon zum Vizegouverneur von Montana gewählt. Dieses Amt bekleidete er zwischen 1921 und 1925. Dabei war er Stellvertreter des Gouverneurs und Vorsitzender des Staatssenats. Nach seiner Zeit als Vizegouverneur ist er politisch nicht mehr in Erscheinung getreten. Er starb im Jahr 1932. Sein Sterbedatum ist ebenso wenig überliefert wie sein Geburtsdatum.